# شارون گلس
شارون مارگارت گلس (به انگلیسی: Sharon Marguerite Gless) بازیگر تلویزیون، سینما و تئاتر آمریکایی است که بیش‌تر برای نقش‌آفرینی در مجموعه‌های تلویزیونی کگنی و لیسی (۱۹۸۲–۱۹۸۸)، به عجیبی مردم (۲۰۰۰–۲۰۰۵) و مهره سوخته (۲۰۰۳–۲۰۰۷) شناخته می‌شود. او در طول بیش از سی سال فعالیت حرفه‌ای، برنده چندین جایزه از جمله گلدن گلوب و امی شده است.